# Holden WM
Pour les articles homonymes, voir WM.
La Holden Statesman (série WM) a été le successeur de la marque automobile Holden de la série WL et a été le modèle de luxe qui a été lancé à côté des modèles VE (Commodore). La marque d'automobile australienne a introduit les deux simultanément.

## Histoire
Au développement des séries VE et WM Holden a dépensé plus de 1,1 milliard de dollar australiens. De ce montant 190 million AUD ont été dépensés pour la série WM. Pour la première fois depuis le début du Holden Commodore en 1978 les séries de Holden n'ont pas basé sur une plate-forme Opel. Du fait des plans d'exportation qui ont existé pour la Statesman les deux séries ont été introduites simultanément et la version luxueuse (WM) n'a pas suivi quelques mois plus tard.
Comme auparavant, la Caprice a été plus sportive que la Statesman. Donc ce modèle a obtenu le 6 litres V8- comme standard. Aussi la sportive a été faite plus claire avec moins de chrome que la Statesman, plus grandes jantes etc. Les modèles de la série WM sont aussi richement équipé avec des feux à Led, des écrans DVD, des phares au xenon et tous systèmes d'aide modernes.

## Modèles
- Sep 2006: Holden Statesman Berline
- Sep 2006: Holden Caprice Berline